# 杨国荣 (1957年)
杨国荣（1957年10月—），男，浙江诸暨人，中国哲学家，现任华东师范大学人文社会科学学院院长、教授、博士生导师。